# The Voice Within
"The Voice Within" là đĩa đơn thứ năm và cũng là đĩa đơn cuối cùng trích từ album thứ hai Stripped của Christina Aguilera được viết bởi chính cô và Glen Ballard. Bài hát được biết đến nhiều bởi sự đơn giản của video clip mà theo các nhà phê bình âm nhạc nhận xét chỉ sử dụng phim trắng đen và một camera duy nhất. Trong cuộc thi American Idol năm 2006, á quân Katharine Mcphee đã cover khá thành công trong vòng thi Top 10 Idol.

## Nhạc lý
"The Voice Within" là một bản nhạc pop mang hơi hướng ballad viết trên nền nhạc soul da diết có nhạc lý tương tự "Beautiful". Bài hát được viết ở những nốt cao, đặc biệt đoạn bridge lên đến những nốt E và F. Tuy không sử dụng nhiều loại nhạc cụ, chủ yếu chỉ là piano, loại nhạc cụ thường thấy trong hầu hết các bài hát của Aguilera nhưng bài hát vẫn rất được yêu thích bởi sự đơn giản và giàu ý nghĩa trong ca từ. Nội dung bài hát như một lời động viên các cô gái trẻ vững tin, mạnh mẽ hơn và hơn hết, hãy chú ý lắng nghe âm thanh từ trong sâu thẳm cõi lòng mình: "Young girls, don't cry. I'll be right here when your world starts to fall... When there's no one else, look inside yourself. Like your oldest friend, trust just the voice within".

## Phát hành
Thật sự Aguilera không muốn trích "The Voice Within" làm đĩa đơn thứ năm, cái cô muốn trích là "Impossible", một track được sản xuất và hát background bởi Alicia Keys với ước mong sau đĩa đơn này Aguilera sẽ dễ dàng xâm nhập vào thị trường R&B/soul của dân da màu. Thế nhưng hãng RCA lại muốn trích "The Voice Within" với mong muốn bài hát sẽ là một bản ballad tuyệt vời thứ hai dự đoán thành công như "Beautiful" đúng khoảnh khắc giao mùa năm trước. Cuối cùng Aguilera phải nghe theo lời của RCA và ý định trích "Impossible" bị bãi bỏ.
"The Voice Within" được phát hành ngày 23 tháng 12 năm 2003 đúng một năm sau ngày phát hành đĩa đơn thứ hai "Beautiful" (ngày 24 tháng 12 năm 2002) và cũng đạt được những thành công nhất định tuy không vang dội bằng "Beautiful". Bằng chứng là bài hát đã lọt vào Top 10 tại Anh, Canada, Úc và Thế giới và Top 40 tại Mỹ.

## Video clip
Video của "The Voice Within" được đạo diễn bởi David LaChapelle, người từng đạo diễn video gây sốc "Dirrty" cho Aguilera. Video được thực hiện tại Los Angeles, California và rất thành công trên TRL khi đạt vị trí #1 12 lần với 37 ngày ở trên bảng xếp hạng. Video rất thành công khi đem về cho Aguilera ba đề cử tại lễ trao giải MTV Video Music Awards năm 2004 ở các hạng mục Video xuất sắc nhất của ca sĩ nữ, Video có kĩ thuật quay phim đẹp nhất và Video được khán giả bình chọn nhiều nhất.
Video bắt đầu với gương mặt trầm ngâm của Aguilera. Sau đó góc quay của camera dần dịch chuyển ra xa cho thấy hình ảnh Aguilera mặc một chiếc váy ngủ trơn bóng và ngồi trên thùng gỗ trong một căn phòng cầu nguyện bỏ hoang. Ở đoạn bridge, Aguilera chạy qua nhiều căn phòng, thoát khỏi tòa nhà và cuối cùng nằm trên một chiếc giường phát sáng. Toàn bộ video chỉ thuần trên nền trắng đen được quay với ý tưởng từ show truyền hình "True life" (cuộc sống thực).

## Xếp hạng
| Bảng xếp hạng (2003–04)               | Vị trí cao nhất |
| ------------------------------------- | --------------- |
| Úc (ARIA)                             | 8               |
| Áo (Ö3 Austria Top 40)                | 7               |
| Bỉ (Ultratop 50 Flanders)             | 14              |
| Bỉ (Ultratop 50 Wallonia)             | 40              |
| Canada (Canadian Hot 100)             | 10              |
| Đan Mạch (Tracklisten)                | 9               |
| Châu Âu Hot 100 Singles (Billboard)   | 13              |
| Đức (GfK)                             | 13              |
| Hungary (Rádiós Top 40)               | 8               |
| Ireland (IRMA)                        | 4               |
| Ý (FIMI)                              | 19              |
| Hà Lan (Dutch Top 40)                 | 6               |
| New Zealand (Recorded Music NZ)       | 16              |
| Na Uy (VG-lista)                      | 13              |
| Thụy Điển (Sverigetopplistan)         | 10              |
| Thụy Sĩ (Schweizer Hitparade)         | 3               |
| Anh Quốc (OCC)                        | 9               |
| Hoa Kỳ Billboard Hot 100              | 33              |
| Hoa Kỳ Pop Airplay (Billboard)        | 11              |
| Hoa Kỳ Adult Pop Airplay (Billboard)  | 33              |
| Hoa Kỳ Adult Contemporary (Billboard) | 16              |
| Thế giới (United World Chart)         | 7               |

| Bảng xếp hạng (2003)   | Vị trí |
| ---------------------- | ------ |
| UK Singles Chart       | 195    |
| Bảng xếp hạng (2004)   | Vị trí |
| Austrian Singles Chart | 37     |
| Swiss Singles Chart    | 35     |